# 西里伯繸鯒
西里伯繸鯒，又稱西里伯多棘牛尾魚，為輻鰭魚綱鮋形目牛尾魚亞目牛尾魚科的其中一種，分布於印度太平洋區，從南非至所羅門群島海域，棲息深度20-43公尺，屬底棲性魚類，體長可達20公分，生活在沿海沙底質海域，屬肉食性，生活習性不明。

## 擴展閱讀
維基物種上的相關：西里伯繸鯒